# Titanohierax
Titanohierax es un género extinto de gavilán que habitó en Cuba, La Española y las Bahamas. Solo se conoce una especie, Titanohierax gloveralleni. Titanohierax era un gavilán gigante cuya garra delantera llegaba a una longitud de 57 milímetros y a un peso estimado de cerca de 7.3 kilogramos, lo cual lo hacía similar en talla a las hembras de las mayores águilas modernas y solo un poco menor que la mayor ave de presa conocida, el águila de Haast. Esta ave vivió en el archipiélago de las Antillas, donde era probablemente un superdepredador.
El extinto buteo Buteogallus borrasi fue anteriormente clasificado en este género junto a T. gloveralleni. Los parientes vivos más cercanos de T. gloveralleni son las especies modernas de buteos del género Buteogallus.